# N'Terguent
N'Terguent este o comună din Regiunea Adrar, Mauritania, cu o populație de 2.573 locuitori.